# Korintisk orden
Den korintiske orden inden for den antikke arkitektur blev udviklet i Grækenland i det 5. århundrede f.Kr. Søjleordenen er opkaldt efter byen Korinth. De ældste eksemplarer af denne søjleorden er imidlertid fundet i Apollontemplet i Bassae i Arkadien.

## Udseende
Søjlerne er cylindriske eller svagt kegleformede med lodrette furer (kanneleringer) og med både søjlefod og kapitæl (søjlehoved) rigt udsmykket. Kapitælet kendes på, at det er klokkeformet og udskåret med stiliserede akantusblade. Søjlerne stod ved indgangen til templer i korintisk stil. De ligner de joniske, men er mere dekoreret.
Korintiske søjler ser ens ud fra alle sider, mens de joniske er beregnet til at ses forfra. Den korintiske søjle blev den foretrukne i romersk arkitektur. Den bliver kaldt "den kvindelige søjleorden", fordi den benyttes i de øverste søjlegange i Colosseum og bærer mindst vægt – til forskel fra den "mandlige" doriske, som er nederst og dermed bærer en større vægt.
Hovedforskellen mellem korintisk og jonisk søjleorden er kapitælernes form, og at der ikke findes egne hjørnekapitæler i korintisk orden. Entablementet (bjælkeværket) har den samme opbygning med arkitrav, frise og gesims. Der er i den korintiske orden tendens til at variere proportionerne mere end i de andre ordner. Søjlerne har som regel entasis, basis og kannelurer (lodrette riller) som på joniske søjler, men er ofte noget smallere. Den regnes som en "lettere" orden end den joniske; og i bygninger med flere ordner som Colosseum i Rom, sættes joniske søjler lavere end de korintiske.

## Anvendelse
Mindesmærket efter Lysikrates, der var mæcen for opsætninger på Athens Dionysos-teater i 330'erne f.Kr, har seks korintiske søjler. 
Også i nyere tid er korintisk orden anvendt i arkitekturen fx i Nationalarkivet i Washington D.C. 